# 王良增八
HD 223421，又名BD+58 2653，SAO 35798、HR 9020，是一颗恒星，视星等为6.33，位于銀經114.97，銀緯-2.94，其B1900.0坐标为赤經23h 44m 16.8s，赤緯+58° -2.94′ 27″。